# 朱厚
朱厚（1407年—？），字宜載，江西臨江府清江縣人，民籍。明朝政治人物。進士出身。

## 生平
應天府鄉試第二十名。正統十三年（1448年）戊辰科會試第一百叄十五名，殿試登進士第二甲第二十名。

## 家族
曾祖朱楚望。祖父朱順傳，曾任福建都司斷事。父亲朱中莭。